# 倫敦夜地鐵
夜间地铁和伦敦地上铁夜间服务（London Overground Night Tube），兩者通常被一并简称为夜間地鐵、夜地鐵或夜铁（Night Tube），是伦敦地铁和伦敦地上铁系统的一种服务模式，在周五和周六晚上在中央线、银禧线、北线、皮卡迪利线和维多利亚线以及伦敦地上铁溫德魯什綫的一小段线路上提供通宵服务。该服务于2016年8月19日星期五晚上开始，於每个周末（从星期五早上到星期日晚上）在这些綫路上提供24小时服务。服務曾在2020年3月20日至2021年11月27日因冠狀病毒大流行而暂停，该服务于2021年11月27日部分重新开放，并於2022 年7月29日重開全部路綫。